# Орцешть
Орцешть, Орцешті (рум. Orțăști) — село у повіті Нямц в Румунії. Входить до складу комуни Дрегенешть.
Село розташоване на відстані 321 км на північ від Бухареста, 43 км на північ від П'ятра-Нямца, 92 км на захід від Ясс.

## Населення
За даними перепису населення 2002 року у селі проживали 405 осіб, усі — румуни. Усі жителі села рідною мовою назвали румунську.